# Le Ciel en flammes
Pour plus de détails, voir Fiche technique et Distribution.
Le Ciel en flammes (燃ゆる大空, Moyuru ōzora) est un film japonais en noir et blanc réalisé par Yutaka Abe en 1940. Il s'agit d'un film de guerre dont les effets spéciaux sont réalisés par Eiji Tsuburaya. La chanson du film est chantée par Ichirō Fujiyama.

## Synopsis
Des pilotes font leur service aérien dans l'armée impériale japonaise pendant la seconde guerre sino-japonaise.

## Fiche technique
- Titre original : 燃ゆる大空 (Moyuru ōzora?)
- Titre français : Le Ciel en flammes[1]
- Titre anglais : The Burning Sky[2]
- Réalisation : Yutaka Abe
- Scénario : Yasutarō Yagi (en), d'après un roman de Komatsu Kitamura (ja)[2]
- Photographie : Yoshio Miyajima (en)[2]
- Musique : Fumio Hayasaka[2]
- Direction artistique : Takeo Kita (ja)
- Effets spéciaux : Eiji Tsuburaya[2]
- Société de production : Tōhō
- Pays d'origine :  Empire du Japon
- Langue originale : japonais
- Format : noir et blanc - 1,37:1 - 35 mm - Son mono
- Genre : film de guerre - drame - film de propagande
- Durée : 137 minutes[3] (métrage : 16 bobines - 3 763 m[3])
- Date de sortie :
  - Empire du Japon : 25 septembre 1940[3]

## Distribution
- Den Obinata
- Ichirō Tsukita
- Heihachirō Ōkawa
- Katsuhiko Haida
- Sōji Kiyokawa
- Minoru Takada
- Kazuo Hasegawa
- Kaoru Itō
- Susumu Fujita